# Calbuco (vulkaan)
De Calbuco is een stratovulkaan in Chili (provincie Llanquihue) met een hoogte van 2.003 m, en is gelegen aan het Llanquihue meer. De laatste eruptie was in 2015, waarbij zover bekend geen doden vielen.